# Bryomima rosea
Bryomima rosea är en fjärilsart som beskrevs av Brandt 1941. Bryomima rosea ingår i släktet Bryomima och familjen nattflyn. Inga underarter finns listade i Catalogue of Life.